# Лилли, Кристина
Кристина Лилли (исп. Kristina Lilley; род. 31 августа 1963; Нью-Йорк) — актриса американского происхождения, наиболее известная по ролям в латиноамериканских сериалах.

## Биография
Кристина Лилли родилась в Нью-Йорке, США. Затем вместе с семьей в возрасте 3 лет переехала в Колумбию. Поступила в университет в Боготе на биологический факультет. Затем решила стать актрисой и окончила актерские курсы в Сиэтле и Вашингтоне.
В 1993—1994 годах Кристина Лилли появилась в роли Дельфины Фонсеки де Эстевес в сериале «Тайные страсти», которая по сюжету украла дочь у своей младшей сестры Марии Алехандры, невинно обвиненной в убийстве. В 2003—2022 годах исполняла роль Габриелы Асеведо де Элисондо в теленовелле «Тайная страсть».

## Избранная фильмография
| Год       |   | Русское название   | Оригинальное название | Роль                         |
| --------- | - | ------------------ | --------------------- | ---------------------------- |
| 2003—2022 | с | Тайная страсть     | Pasión De Gavilanes   | Габриела Асеведо де Элисондо |
| 2004      | с | Моё второе я       | La Mujer en el Espejo | Рехина Солер                 |
| 2011—2012 | с | Предательница      | La traicionera        | Анни де Санинт               |
| 2016      | ф | Эксперимент «Офис» | The Belko Experiment  | Сара Мариана                 |
| 2017      | ф | Орбита 9           | Órbita 9              | Катрин                       |
| 2017—2019 | с | Закон сердца       | La ley del corazón    | Мария Эухения Домингес       |
| 2021      | с | Медсёстры          | Enfermeras            | н/д                          |